# Mimela javana
Mimela javana är en skalbaggsart som beskrevs av Ohaus 1905. Mimela javana ingår i släktet Mimela och familjen Rutelidae. Inga underarter finns listade i Catalogue of Life.